# 이정수 (축구인)
이정수 (李正秀, 1980년 1월 8일 ~ )는 대한민국의 전 축구 선수이자 현 지도자로 선수 시절 FC 서울, 수원 삼성 블루윙즈, 교토 상가, 가시마 앤틀러스, 알사드 SC 등에서 센터백으로 활약했으며 현재 베트남 축구 국가대표팀의 수석 코치로 근무 중이다.

## 개요
경상남도 남해군 출생으로 이천실업고등학교, 경희대학교를 졸업하였다. 수원 삼성 블루윙즈 시절 2007년 부상으로 경기에 나오지 못하자 삶은 달걀을 먹으면서 벤치에서 경기를 지켜보는 모습이 TV 중계 카메라에 촬영되면서 '계란정수' (鷄卵正秀)라는 별명이 붙었다.

## 클럽 경력
2000년 안양 LG 치타스에 입단하였다. 본래 공격수 출신이었지만 조광래 감독의 권유로 수비수로 전향했다. 그러나 FC 서울에서 별 성과를 보여 주지 못하고 2004년 6월 인천 유나이티드로 이적하여, 2005년 K-리그 준우승에 공헌하였다. 2006년 수원 삼성 블루윙즈로 이적하여, 2008년 K-리그 우승, 2006년 K-리그 준우승 등에 공헌하였다. 특히, 2007년 팀의 부주장을 맡았다.
2009년 일본에 진출한 후 2010년, J리그의 명문 팀 가시마 앤틀러스로 이적하였고 2010년 3월 27일, 리그 4라운드 경기에서 가시마에서의 첫 골을 터뜨렸다.
2010년 FIFA 월드컵에서의 2골을 넣으며 활약한 덕에 여러 유럽구단에서 관심을 보였다. 2010년 9월, EPL의 위건 애슬래틱 FC와 분데스리가의 VfL 볼프스부르크 등 빅클럽들이 영입경쟁을 하였고, 러시아 프리미어리그의 FC 크라스노다르로 이적을 합의하는듯 하였으나, 많은 나이와 연봉협상에 실패하여 이적은 결렬되었다. 그 이후, 사우디아라비아, 카타르, 중국의 클럽에서 관심을 받던 도중, 카타르의 알사드 SC으로 이적하였다.
카타르의 알사드 SC와 2016년 1월 27일부로 상호협의간에 계약을 해지하였고, 2월 22일 수원 삼성 블루윙즈로 복귀하였다.
K리그 클래식 2017 6R에서 리그 하위권팀인 광주와 비기며 이에 흥분한 일부 악질 소모임 난적이 선수들에게 야유와 함께 손가락욕설, 맥주캔을 투척하는등 몰상식한 미친 행동을 보이자
이에 팀 최고참이라는 사실 때문에 리그 부진의 대한 부담감과 책임감을 유독 크게 느끼고 있던 이정수는 순간 이성을 잃어 팀팬과 대치하며 구설수가 생겼다. 이후 소속구단 수원 삼성에 자진 은퇴를 하고싶다고 시사하였다. 감독과 구단관계자들의 만류에도 불구하고 결국 이정수는 결국 팀을 떠나 은퇴를 선언해 광주전을 끝으로 수원 삼성과 결별하였다.
대부분의 축구 팬들과 수원 삼성 팬들은 백의종군까지 하며 온 팀 레전드를 이렇게 보내버리냐며 다수의 커뮤니티에서 수원 삼성의 울트라스 서포터들인 난적을 비방하였다.
이정수는 은퇴 인터뷰에서 팀팬과 선수간의 갈등이 걱정되어 일단 해당 사건이 은퇴의 계기는 아니라고 부인했지만 어느정도 이 사건이 큰 이유가 됐을것으로 본다.
2018년 대전 시티즌 이적설이 보도 되기도 했었지만, 대전 입단 대신 2월 15일, 미국의 샬럿 인디펜던스에 입단하며 현역에 복귀했다.

## 국가대표팀 경력
이정수는 국가대표팀에 상대적으로 늦게 입문했지만 남아공 월드컵에서 2골을 넣어 확실한 스타로 발돋움하였다. 2008년 9월 10일 남아공 월드컵 예선에서 북한과의 경기로 A매치 데뷔전을 치렀다. 이후 남아공 월드컵 최종 23명 엔트리에 들었다. 2010년 6월 12일에 열린 월드컵 B조 1차전 그리스와의 경기에서 전반 7분 기성용의 프리킥을 골로 연결시켰다. 이는 대한민국이 월드컵에서 넣은 골 중, 역대 최단 시간 득점이다. 이날 그리스전을 맞이하여 원정 첫 유럽 팀 상대 승리라는 쾌거를 올렸다. 이후 2010년 6월 23일에 열린 월드컵 B조 나이지리아와의 경기에서 0:1로 지고 있는 가운데 기성용의 프리킥을 받아 골로 연결시킴으로써 월드컵 두 번째 골을 성공시켜 한국의 첫 원정 16강 진출에 기여하였다. 2010년 월드컵 이후 국가대표팀으로 꾸준히 활동 중이다. 2010월드컵 조별예선에서만 2골을 성공시키며, 대한민국 역대 월드컵 한대회 최다골 기록을 기록하였으며, 수비수로는 1994미국월드컵에서의 홍명보에 이어 2번째이다. 아울러 이청용도 이 대회에서 2골을 성공시키면서, 역대 월드컵 최초로 대한민국에서 2선수가 2골을 기록하였다.

## 기타
알사드 스포츠 클럽 소속으로 2011년 AFC 챔피언스리그에 출전하여 팀의 핵심 수비수로 맹활약하였다. 이정수는 대회 4강 1차전에도 어김없이 출전하여 친정팀인 수원 삼성 블루윙즈를 상대하게 되었는데, 후반 24분 칼판 이브라힘이 수원을 상대로 선제골을 득점했을 때, 팀 동료들과 함께 골 세레모니에 동참하지 않으며 친정팀에 대한 예우를 보여주었다. 그런데 이 경기에서 후반 36분, 수원 선수 최성환이 알사드 선수와 경합 도중 부상을 입자 수원 주장 염기훈이 볼을 사이드라인으로 내보냈고, 최성환이 부상 치료를 위해 그라운드 밖으로 나가 있는 사이, 알사드 공격수 마마두 니앙이 볼을 밖으로 빼낸 수원 측에 볼을 넘겨주지 않고 그대로 가로챈 뒤 수원 진영을 돌파하여 골키퍼 정성룡을 제치고 득점으로 연결하는 등 비신사적인 행위를 보여주었다. 이러한 행위가 결국 관중의 난입과 양 팀 선수들 간의 주먹다짐이 오가는 등 난투극으로 이어졌고, 이정수는 팀 동료들에게 다시 한 골을 내어주자고 주장했지만 받아들여지지 않자, 자진해서 경기를 포기하고 교체아웃을 요청한 뒤 그라운드를 빠져나가며 끝까지 친정팀에 대한 의리를 지켰다. 이후 이정수의 팀 내 입지가 좁아지는 것이 아니냐는 언론의 예상에도 불구하고, 결승전까지 모두 출전하여 알 사드의 대회 우승에 큰 기여를 하였다. 그 후 5년의 시간이 지난 2016년 인터뷰를 통해 당시의 상황 이후에 대한 이야기를 들을 수 있었다. 아이러니하게도 오히려 이 사건 이후 선수들과 더욱 더 돈독해진 계기가 되었다고한다.

## 플레이 스타일
185cm의 튼튼한 체격을 살린 강력한 대인마킹능력과 제공권을 갖추었고, 스피드를 살린 커버링으로 국가대표 센터백으로 자리잡았다.
그 밖에 노련한 수비 리딩 능력이 돋보이며, 본래 공격수 출신답게 세트피스 상황에서의 득점력 또한 위협적이다.
실제로 2010년 FIFA 월드컵 당시 16강전까지 대한민국 축구 국가대표팀이 치른 4경기에 모두 수비수임에도, 미드필더인 이청용과 함께 팀 최다인 2골을 득점하였다.

## 경력 목록
- 2010년 동아시아 축구 선수권 대회 국가대표
- 2010년 FIFA 월드컵 국가대표
- 2011년 AFC 아시안컵 국가대표

## 경력 통계

### 국가대표팀 득점
스코어와 결과 리스트는 대한민국 국가대표팀의 득점을 먼저 기록하였다. (ex:스코어 1-0일 때 1이 대한민국)
| # | 일시      | 장소                              | 상대 국가      | 결과 | 매치 형식          |
| - | --------- | --------------------------------- | -------------- | ---- | ------------------ |
| 1 | 2009-9-5  | 대한민국, 서울                    | 오스트레일리아 | 3-1  | 친선경기           |
| 2 | 2010-1-18 | 스페인, 말라가                    | 핀란드         | 2-0  | 친선경기           |
| 3 | 2010-6-12 | 남아프리카 공화국, 포트엘리자베스 | 그리스         | 2-0  | 2010년 FIFA 월드컵 |
| 4 | 2010-6-22 | 남아프리카 공화국, 더반           | 나이지리아     | 2-2  | 2010년 FIFA 월드컵 |
| 5 | 2011-3-25 | 대한민국, 서울                    | 온두라스       | 4-0  | 친선경기           |

## 수상 내역
안양 LG / FC 서울
- 2001-02 아시안 클럽 챔피언십 준우승

 인천 유나이티드
- 2005년 K리그 준우승

 수원 삼성 블루윙즈
- 2006년 K리그 준우승
- 2006년 FA컵 준우승
- 2008년 리그컵 우승
- 2008년 K리그 우승
- 2016년 FA컵 우승

 가시마 앤틀러스
- 2010년 제록스 슈퍼컵 우승

 알사드
- 카타르 스타스 리그 : 2012-13
- 카타르 아미르 컵 : 2014
- 카타르 아미르 컵 준우승 : 2012, 2013
- 카타르 크라운 프린스 컵 준우승 : 2012, 2013
- 셰이크 자솀 컵 준우승 : 2012
- QNB컵 : 2010
- QNB컵 준우승 : 2013-14
- AFC 챔피언스리그 : 2011
- FIFA 클럽 월드컵 3위 : 2011
- 산티아고 베르나베우 트로피 준우승 : 2013

 대한민국
- 2010년 동아시아 축구 선수권 대회 준우승
- 2011년 AFC 아시안컵 3위

## 각조
1. ↑  인천, FC서울의 이정수 영입
2. ↑  수원삼성, 수비수 이정수 영입[깨진 링크(과거 내용 찾기)]
3. ↑  2007 새출발 수원, 주장 이관우-부주장 이정수 선임[깨진 링크(과거 내용 찾기)]
4. ↑  최용재 (2016년 1월 28일). “[단독]이정수, 5년 정든 '알 사드' 떠났다”. 일간스포츠.
5. ↑  수원, 이정수 은퇴 의사 수용...."감사하고 미안해""
6. ↑  최용재 (2016년 1월 28일). “[단독인터뷰]카타르 개척자 이정수 "내 딸 이름은 이도하"”. 일간스포츠.

## 참고 자료
- 단독인터뷰 - 알 사드와 이별 이정수 ”나는 현역을, 구단은 코치를 원했다”